# David Simmons
David Gerard Simmons (Christchurch, 6 de octubre de 1955) es un deportista neozelandés que compitió en remo como timonel. Ganó dos medallas de bronce en el Campeonato Mundial de Remo, en los años 1974 y 1975.

## Palmarés internacional
| Campeonato Mundial | Campeonato Mundial       | Campeonato Mundial | Campeonato Mundial |
| Año                | Lugar                    | Medalla            | Prueba             |
| ------------------ | ------------------------ | ------------------ | ------------------ |
| 1974               | Lucerna (Suiza)          | Medalla de bronce  | Ocho con timonel   |
| 1975               | Nottingham (Reino Unido) | Medalla de bronce  | Ocho con timonel   |